# Epejsodion
Epejsodion (gr. epeisódion) – fragment dramatu greckiego (tak tragedii jak i komedii), który obejmuje bezpośrednie wystąpienia postaci w wypowiedziach o charakterze dialogów lub monologów. Epeisodion stanowi pierwotną formę występujących w późniejszych utworach dramaturgicznych aktów. Poszczególne epejsodia, których było od trzech do pięciu (najczęściej trzy), oddzielane były od siebie pieśniami chóru − stasimonami.
Epejsodion nie jest przy tym jedynym dialogowanym fragmentem tragedii, z reguły tragedię grecką otwiera prologos, który wstępnie zarysowuje sytuację dramatyczną i który często także ma charakter dialogu. Dopiero po nim na scenę wchodzi chór – pieśń wchodzącego chóru to parodos (istnieją jednak także tragedie rozpoczynające się od parodosu). Pierwszy epejsodion następuje po parodosie, następnie epejsodia i stasimony przeplatają się. Epejsodion prócz dialogów i monologów budujących akcję obejmuje także partie typowo liryczne, stasimony natomiast stanowią przerwy w toku akcji, w których dochodzi do zmniejszenia się napięcia dramatycznego. Z reguły podczas stasimonu występujący w epejsodiach aktorzy schodzą ze sceny, jeśli pozostają, rzadko uczestniczą czynnie w pieśni i tańcu chóru. Często jednak typowy porządek przeplatających się epejsodiów i stasimonów zostaje zmieniony: zamiast stasimonu wprowadza się kommos (o charakterze lamentacji), w którym chór współwystępuje z jednym aktorem lub ich grupą.